# Villardondiego (kommunhuvudort)
Villardondiego är en kommunhuvudort i Spanien.   Den ligger i provinsen Provincia de Zamora och regionen Kastilien och Leon, i den centrala delen av landet, 190 km nordväst om huvudstaden Madrid. Villardondiego ligger 737 meter över havet och antalet invånare är 120.
Terrängen runt Villardondiego är platt, och sluttar söderut. Runt Villardondiego är det glesbefolkat, med 17 invånare per kvadratkilometer. Närmaste större samhälle är Toro, 6,9 km söder om Villardondiego. Trakten runt Villardondiego består till största delen av jordbruksmark.